# Emmenomma
Emmenomma là một chi nhện trong họ Amaurobiidae.